# Radoste
Radostë en albanais et Radoste en serbe latin (en serbe cyrillique : Радосте) est une localité du Kosovo située dans la commune/municipalité de Rahovec/Orahovac et dans le district de Prizren/Prizren. Selon le recensement kosovar de 2011, elle compte 2 346 habitants.
Selon le découpage administratif du Kosovo, la localité fait partie du district de Gjakovë/Đakovica.

## Démographie

### Évolution historique de la population dans la localité
| 1948 | 1953 | 1961  | 1971  | 1981  | 1991  | 2011  |
| ---- | ---- | ----- | ----- | ----- | ----- | ----- |
| 816  | 916  | 1 112 | 1 361 | 1 720 | 2 023 | 2 346 |

|  |

### Répartition de la population par nationalités (2011)
En 2011, les Albanais représentaient 98,46 % de la population.